# Knotenkreuz
Das Knotenkreuz kann in der Heraldik als Heroldsbild oder als gemeine Figur auftreten. 
Es wird durch eine Fensterraute gebildet, auf der ein Pfahl aufliegt, über den ein Balken so gelegt wird, dass beide Balkenenden unter der Raute nach den Seiten geführt werden. Es gibt die  Darstellung in senkrechter und um 45 Grad gedrehter Form. Letztere Form wird auch als Knotenschragenkreuz bezeichnet, da eine so gedrehte Figur als Schragen benannt wird. Eine andere Möglichkeit ist ein Ring an der Stelle der durchbrochenen Raute. Das Wappenbild ist selten.

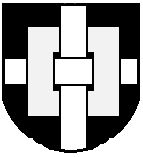
Knotenkreuz
Knotenschragenkreuz (Karmøy, Norwegen)
Zwei Knotenschragenkreuze (Tjöck/Tiukka, Österbotten, Finnland)